# Rathaus Zielona Góra

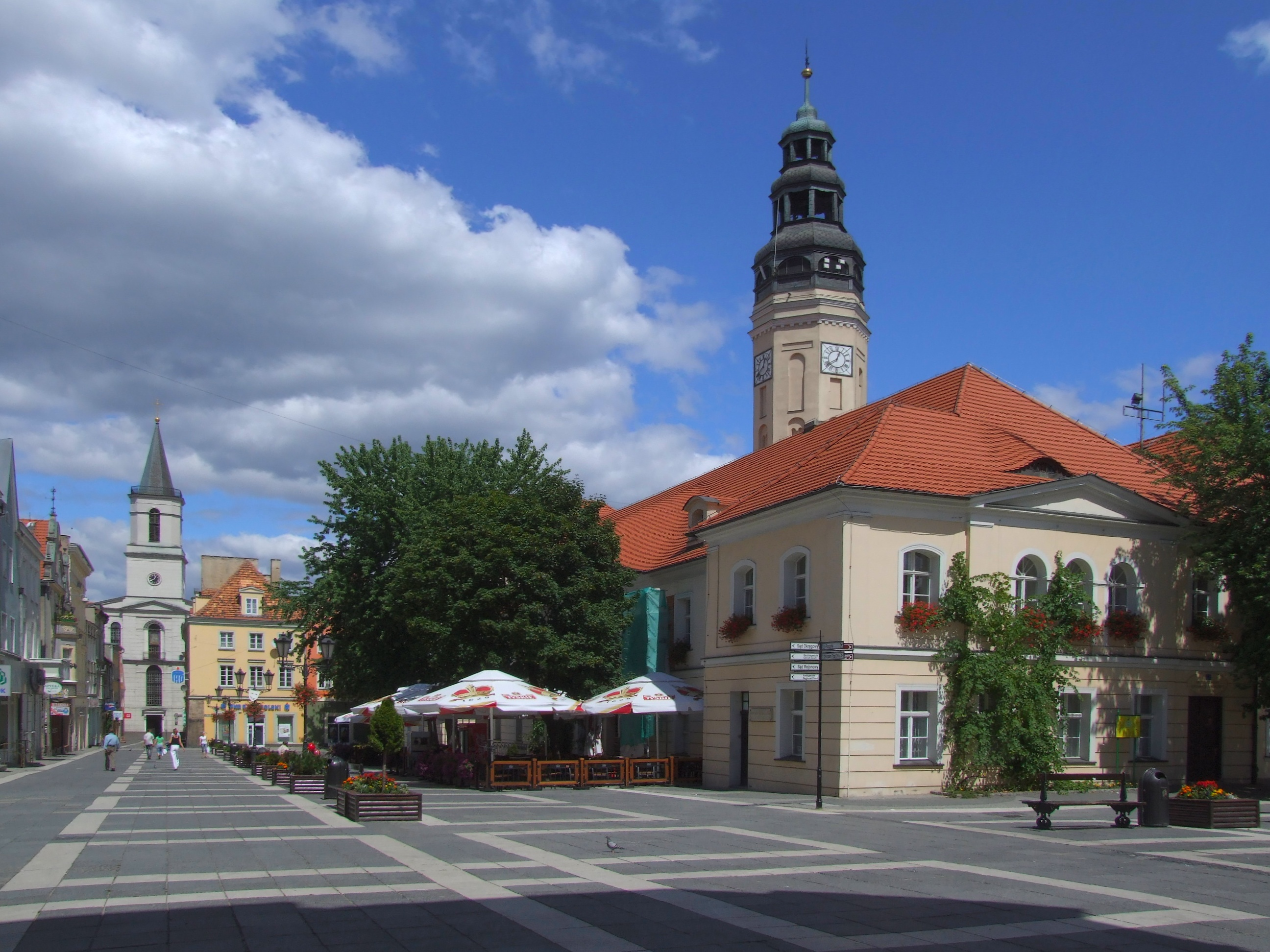
Rathaus Grünberg

Im historischen Rathaus Zielona Góra (polnisch Ratusz w Zielonej Górze) haben Teile der Stadtverwaltung der seit 1945 polnischen Stadt Zielona Góra
ihren Sitz. Der schlanke Rathausturm ist ein Wahrzeichen der Stadt.

## Geschichte
Nach Baubefunden von 1989 stammt ein erster Rathausbau aus der zweiten Hälfte des 15. Jahrhunderts. Das damalige Bauwerk war ein rechteckiger, zweigeschossiger Ziegelbau mit hohem Giebeldach. In den erhaltenen Mauerpartien sind Spuren der Brände von 1582, 1627, und 1651 zu erkennen. Nur der Wiederaufbau von 1590 veränderte die Gestalt des Rathauses. Im Jahr 1777 entstand der Ostflügel.
Der prägende Umbau von 1810 gab dem Bau sein heutiges klassizistisches Erscheinungsbild. Im Jahr 1846 wurde der nördliche Flügel, in der zweiten Hälfte dieses Jahrhunderts der südliche Flügel angebaut. Restaurierungsarbeiten fanden 1919, 1967 und 1989 statt. Dabei wurden 1967 gegen Protest des Woiwodschaftkonservators im Giebelfeld die alten Symbole eines Tuchballens und eines Füllhorns mit Weintraube beseitigt.
Der Turm war im 16. Jahrhundert viereckig, später wurde er als typisches schlesisches Oktogon ausgebaut. Im Jahr 1678 bekam der Turm seine dreimal durchbrochene Haube. 1801 wurden die Turmmauern ausgetauscht, ohne die Haube abzubauen, was eine technische Herausforderung war. Seitdem ist die Haube etwas schief.